# Bonavicina
Bonavicina (fino al 1874 Malavicina), è una frazione nel comune di San Pietro di Morubio in provincia di Verona. Dista circa 5 km dal capoluogo sulla strada che conduce a Bovolone e si sviluppa nella parte occidentale del territorio comunale.
L'etimologia di Bonavicina o Malavicina, com'era appunto chiamata, sembra che derivi da "malus vicus" (cattivo villaggio) in conseguenza ad una brutta sconfitta subita da Bonetto, un personaggio dell'epoca.
Sul territorio sono presenti numerose ville ed altri edifici storici, possedimenti delle famiglie che hanno governato in questi luoghi.
L'attività economica trainante della frazione rimane l'agricoltura (soprattutto si coltiva tabacco), ma data la vicinanza con Bovolone e con Cerea si sono sviluppate anche attività legate alla produzione ed al restauro del mobile d'arte in stile.